# Рузовская улица
Ру́зовская улица — улица в Адмиралтейском районе Санкт-Петербурга. Проходит от Загородного проспекта до набережной Обводного канала. В продолжении улицы расположен Рузовский мост.

## История названия
Со второй половины XVIII века улица называлась 5-я Рота Семёновского полка. Вместе с тем употреблялись названия 5-я линия, 5-я линия Московской части, 5-я рота Лейб-Гвардии Семёновского полка, Дьяконовский переулок (так как в 5-й роте жил полковой дьякон).
9 декабря 1857 года улица получила современное название Ру́зовская улица, по городу Ру́зе в ряду других улиц Московской полицейской части, наименованных по уездным городам Московской губернии (хотя по нормам современного русского языка более правильным было бы название «Ру́зская»).

## История
Проложена во второй половине XVIII века, как одна из улиц, отведённых под расположение 5-й роты Семёновского полка. Поначалу на улице было разрешено строительство только солдатских казарм и домов младших офицерских чинов. Но так как они не заняли всей отведённой земли, то постепенно улица стала застраиваться обывательскими домами.

## Достопримечательности

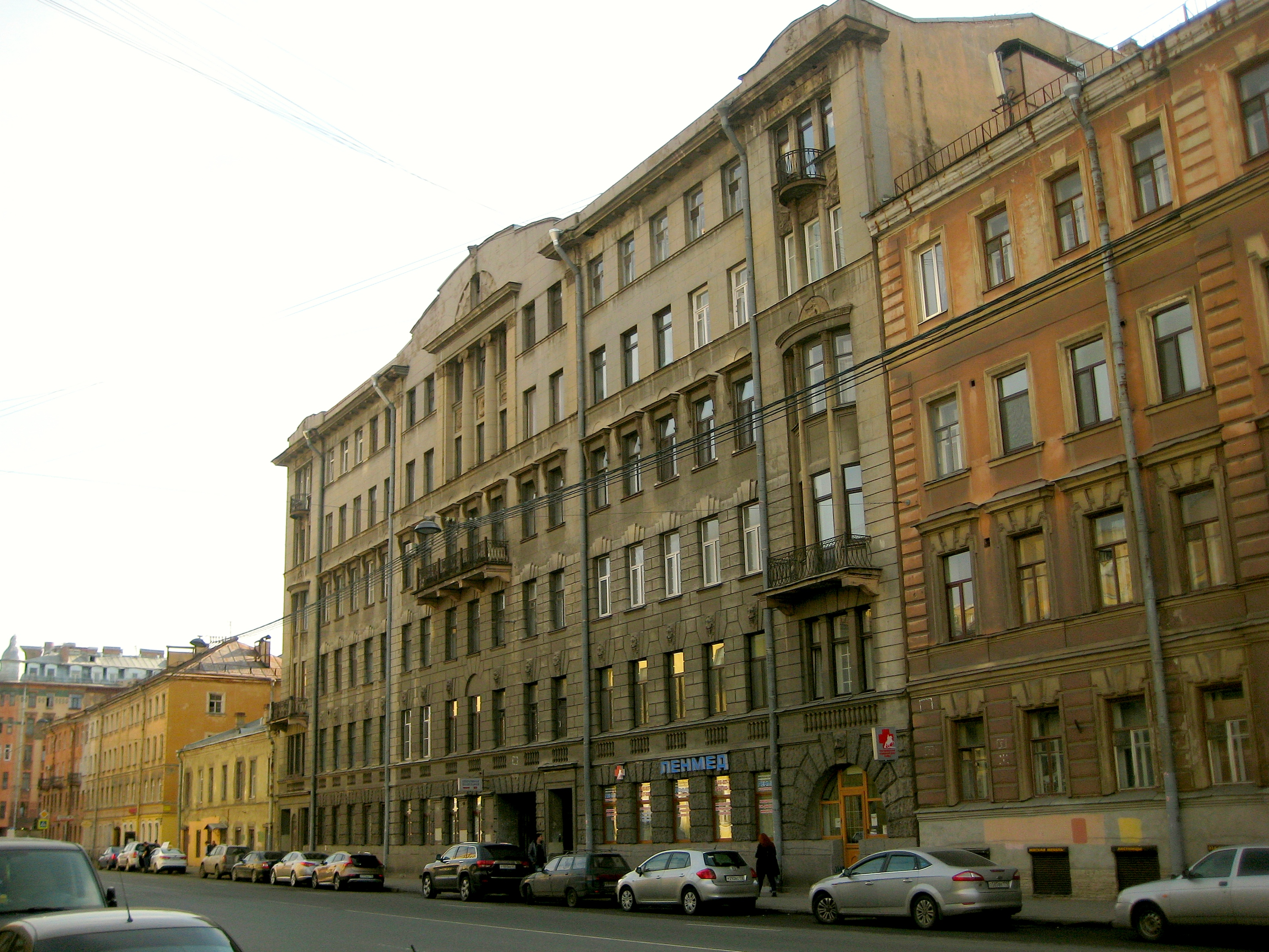
Доходный дом Л. С. Перла (№ 9)

- Дом 4, 8, 10—12, 16 — Старые Егерские казармы, 1799—1800, арх-ры Фёдор Волков, Фёдор Демерцов[3].
- Дом 9  7832007000 — доходный дом Л. С. Перла, 1910 г., гражд. инж. Н. Д. Каценеленбоген. В здании сохранились оригинальные витражи в неоклассическом стиле[4].
- Дом 14 — служебный флигель, 1838, арх. А.Николаев[3].
  - № 14, литера А — здание приемного покоя, 1906, воен. инж. И. Л. Балбашевский[3].
- Дом 16—18 — новые Егерские казармы, 1815, арх-р Александр Штауберт[3].  7832004019
  - № 18, литера Г — здание экзерциргауза, 1838. Предназначалось для учений служащих Егерского полка в холодное время года. К 2023 году находилось в руинированном состоянии[5].
- Дом 17 — дом Александры Петровны Максимовой (М. Д. Корнилова), модерн, арх. А. Ф. Барановский, 1911[6].
- Дом 19 — дом Бориса Гиршовича, построен по собственному проекту в 1910 году[7].
- Дом 21 — особняк Г. П. Петрова, 1899—1900 гг., арх. В. И. Баранкеев.  7832008000
- Дом 23 — доходный дом А. И. Яковлева, арх. Маковский К. В., 1912[8].

Несохранившиеся здания
- Между казармами и Обводным каналом, у места слияния Обводного и Введенского каналов, ранее располагалась полковая церковь во имя святого мученика Мирония лейб-гвардии Егерского полка. Она была построена в 1849—1854 годах на деньги шефа полка Николая I по проекту А. К. Тона в память о сражении под Кульмом 17 августа 1813 года в день памяти святого Мирония. Церковь была закрыта в марте 1930 года и взорвана в 1934 году[9]. Сейчас на этом месте пустырь и автомойка.